# Esplendor Geométrico
Esplendor Geométrico és un grup espanyol de música industrial i sorollista. El grup es va formar a Madrid el 1980 per Arturo Lanz, Gabriel Riaza i Juan-Carlos Sastre, tots ells ex membres de Aviador Dro y sus Obreros Especializados. El nom del grup es va prendre d'un poema futurista de l'escriptor italià Filippo Tommaso Marinetti.

## Biografia
La banda va arrencar l'octubre de 1980 a Madrid, actuant per a una minsa audiència d'una botiga de discs. El mes següent van oferir una altra actuació a la discoteca madrileña El Jardín, davant d'unes tres-centes persones. El 1981 varen editar el seu primer senzill, Necrosis en la Poya, en el segell discogràfic Tic Tac. Amb aquesta gravació es varen desentendre de l'entorn musical immediat, el de la Movida del Madrid de l'època. La rebuda i l'encaix de la seva proposta musical queda exemplificat per l'opinió d'Eduardo Benavente, bateria d'Alaska y los Pegamoides, amb qui Esplendor Geométrico compartia local d'assaig. Eduardo va espetar a Arturo Sanz: «Menuda mierda de disco habéis hecho, tío». Lanz li va respondre: «Menos mal. Si te hubiera gustado, habría empezado a preocuparme».
El 1982 van publicar el casset EG-1 i Juan-Carlos Sastre va abandonar el grup amistosament, tot i que va continuar de col·laborador en el disseny de les cobertes. El mateix any van publicar el seu àlbum de debut, El acero del Partido. El 1985 varen fundar el seu propi segell discogràfic, Esplendor Geométrico Discos, i van publicar el seu segon àlbum, Comisario de la Luz. El seu estil musical característic es va desenvolupar en els dos àlbums següents, Kosmos Kino de 1987 i Mekano Turbo de 1988.
El 1992 Saverio Evangelista, difusor de la banda a Itàlia, va incorporar-se a la formació, encarregant-se a més a més de l'aspecte visual dels xous en directe. El 1995 Gabriel Riaza, convertit a l'islam, va abandonar de manera amistosa el grup, que esdevingué un duo. El 1996 van publicar l'àlbum Tokio sin fin, que aplegava gravacions de les actuacions realitzades a Tòquio el juny de l'any anterior, quan Gabriel Riaza ja no n'era membre. El 1997 Artur Lanz es trasllada a Beijing per raons laborals i la banda deixa temporalment d'actuar.
L'any 2000 celebren els 20 anys en actiu reeditant en format CD el casset EG-1 i el primer LP El acero del partido / Héroe del trabajo, ambdós remasteritzats digitalment i amb temes addicionals de l'època que no apareixien en les edicions originals.
Artistes com Coil i Chris & Cosey han realitzat versions i remescles de les cançons d'Esplendor Geométrico a l'àlbum En-co-d-eSplendor, de 1998. El 2016 José Ramón da Cruz va estrenar el documental Geometría del esplendor sobre la trajectòria de la banda. El 2020 la banda celebra els 40 anys en actiu publicant un nou àlbum, 40 años nos iluminan.

## Estil musical

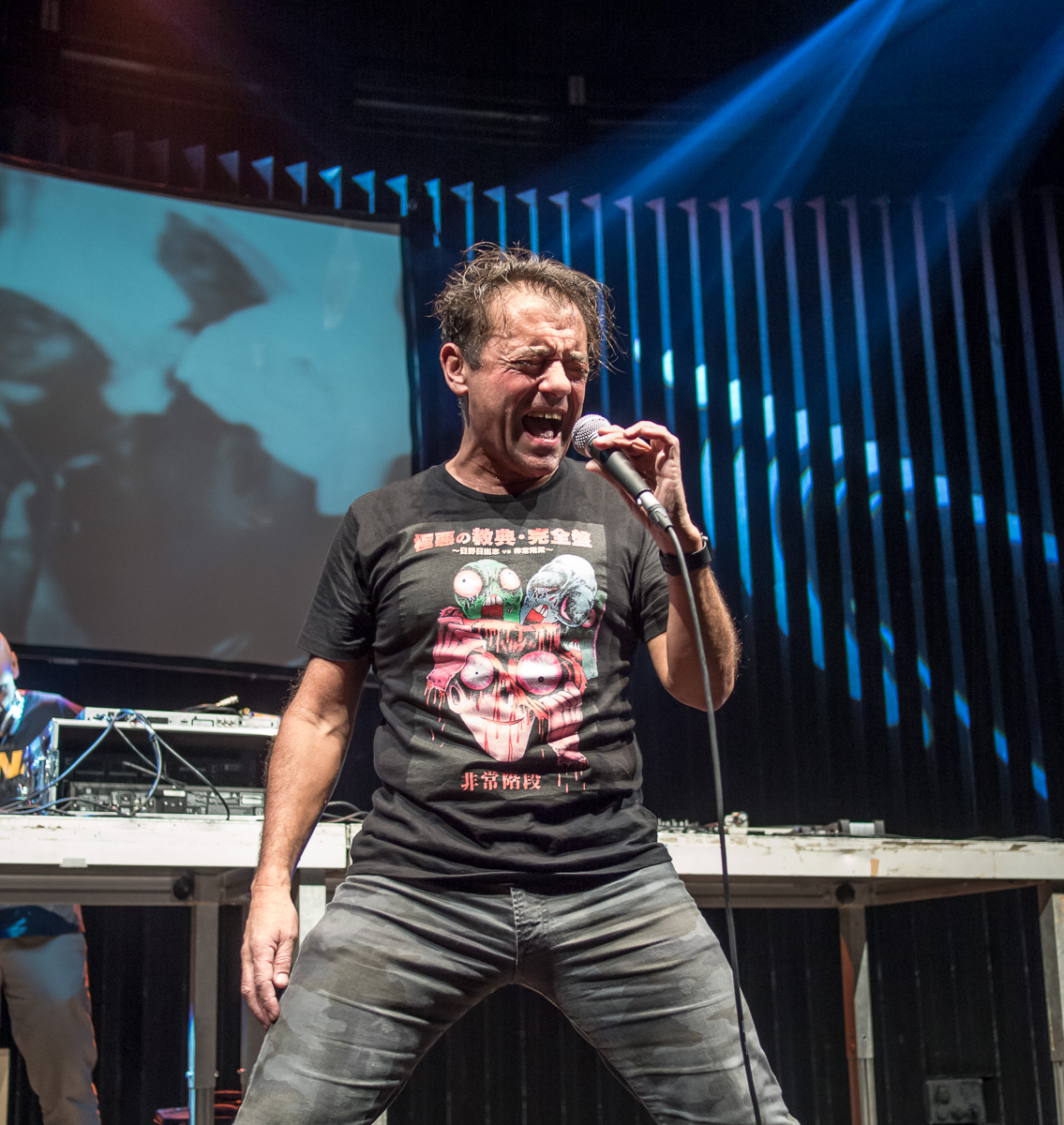
Esplendor Geométrico actuant a Saragossa el 5 de desembre de 2015.

La seva influència principal és el grup Throbbing Gristle. Una de les característiques del seu estil musical és la transgressió i la provocació. N'és un exemple el disc Arispejal astisaró (metall poderós en romaní), en particular la cançó «Es inaudito». Aquesta conté la frase «¡Es inaudito hacerse follar por un perro!». El tall el varen extreure d'un casset pornogràfic, que aleshores era possible adquirir a qualsevol benzinera o quiosc. Un altre exemple de les seves lletres es la cançó «Destrozaron sus ovarios»: «Le metieron un gancho por el coño / La sangre corría por sus muslos / Sólo tenía tres años / Ya conoció el placer».
Segons afirma Arturo Lanz, la banda no té cap pretensió intel·lectual, i tampoc vol transmetre missatges polítics o ideològics. En aquest sentit, el nom mateix de la banda va ser triat únicament per la seva sonoritat. Esplendor Geométrico rebutja la música sense funció o propòsit, i prefereix descriure el seu estil com «màquina-eina», i no pas com industrial. A parer de Lanz, la música de la banda és una mena de música ritual moderna, i la seva funció principal és buidar la ment de l'oient, tot apel·lant a l'aspecte primitiu de l'ésser humà.

## Discografia
- 1981: Necrosis en la poya (7")
- 1981: EG-1 (casset) (reeditat en CD el 2000)
- 1982: El acero del partido (reeditat en CD el 2000)
- 1985: Comisario de la luz
- 1986: 1980-1981 (casset)
- 1986: En Roma (casset)
- 1987: En directo: Madrid y Tolosa (casset)
- 1987: Kosmos kino (reeditat en CD el 1996)
- 1988: Mekano-turbo (reeditat en CD el 1994)
- 1989: Madrid mayo '89
- 1990: Live in Utrecht (reeditat en CD el 1999)
- 1990: Diez años de esplendor (2 x casset)
- 1991: Sheikh aljama
- 1993: 1980-1982 (2 x casset)
- 1993: Arispejal astisaró
- 1994: Veritatis splendor
- 1994: 1983-1987
- 1995: Nador
- 1996: Tokyo sin fin
- 1996: Treinta kilómetros de radio (EP)
- 1996: Balearic rhythms
- 1996: 80's tracks
- 1997: Tarikat 2 x CD
- 1997: Polyglophone
- 1998: Syncrotrón (mini-LP)
- 1998: EN-CO-D-Esplendor (resmescla)
- 2002: Compuesto de hierro
- 2004: Moscú está helado (remescla)
- 2005: Anthology 1981-2003 2 x CD
- 2007: 8 Traks & Live CD + DVD
- 2009: Pulsion
- 2011: Desarrollos geométricos
- 2013: Ultraphoon
- 2016: Fluida Mekaniko
- 2020: Cinética
- 2020: 40 años nos iluminan